# Bernhard Vollmer
Bernhard Karl Paul Vollmer (* 12. März 1886 in Braunschweig; † 1. März 1958 in Düsseldorf) war ein deutscher Historiker und Archivar. Von 1929 bis 1952 leitete er das Staatsarchiv Düsseldorf.

## Leben
Von 1906 bis 1912 studierte Vollmer Geschichte, Kunstgeschichte, Germanistik und Jura in Münster und München. Während seines Studiums wurde er Mitglied in der KStV Rheno-Bavaria München und in der KStV Germania Münster. In Münster wurde er 1912 promoviert. Am Geheimen Staatsarchiv in Berlin legte er 1914 die Archivarsprüfung ab und wechselte nach dem Kriegsdienst (1915–1919) an das Staatsarchiv Düsseldorf. 1929 wurde er Staatsarchivdirektor.
Vollmer organisierte seit den 1920er Jahren auf deutscher Seite den preußisch-niederländischen Archivalientausch und den Leihverkehr zwischen den staatlichen Archiven. Bei dieser Gelegenheit lernte er zahlreiche niederländische Archivare kennen, mit denen er fortan in engem Austausch blieb. Von 1940 bis 1944 leitete er das Archivamt beim Reichskommissar für die besetzten niederländischen Gebiete, diskreditierte sich aber nicht.
1946 betrieb er die Gründung des Vereins deutscher Archivare, den er bis 1952 leitete. 1947 gründete er die Fachzeitschrift Der Archivar, deren Leitung er ebenfalls bis 1952 übernahm. Von 1950 bis zur Pensionierung 1952 war er zudem Referent für das Archivwesen im nordrhein-westfälischen Kultusministerium. Vollmer leitete den Düsseldorfer Geschichtsverein (1934–1958) und gab das Düsseldorfer Jahrbuch heraus.
1952 erhielt er das Große Verdienstkreuz. Seine Tochter Gisela Vollmer wurde ebenfalls Archivarin.

## Werke (Auswahl)
- Verfassung und inneres Leben der Lakenmacher und Gewandschneider in der Stadt Braunschweig bis zum Jahre 1671. Diss. phil. Münster 1912, Wolfenbüttel 1913.
- Urkundenbuch der Stadt und des Stiftes Bielefeld. Bielefeld 1937.
- Inventare von Quellen zur deutschen Geschichte in niederländischen Archiven. München 1957.
- Volksopposition im Polizeistaat. Gestapo- und Regierungsberichte 1934–1936. Stuttgart 1957.